# FC Nordstern 1896 München
Der FC Nordstern 1896 München war einer der ersten Fußballvereine aus München.

## Geschichte
In München wurde das Fußballspiel vergleichsweise spät populär, so dass erst 1896 die ersten Vereine öffentlich in Erscheinung traten. Neben dem FC Nordstern beanspruchte der aus der Mannschaft Terra Pila hervorgegangene 1. Münchner FC 1896, der erste offizielle Verein Münchens gewesen zu sein.
Der FC Nordstern nahm 1900 an der vom Verband Münchner Fußball-Vereine ausgespielten Meisterschaft teil. Im Jahre 1900 war er einer der 86 auf der Gründungsversammlung des Deutschen Fußball-Bunds in Leipzig vertretenen Vereine. Wie die anderen an dieser Versammlung teilnehmenden Münchner Vereine (1. Münchner FC 1896 und FC Bavaria 1899 München) existierte der Klub jedoch nicht lange. Bereits 1902 stellte er den Spielbetrieb ein.

## Referenzen
- München und der Fußball – Die Gründung des FC Bayern, Südkurvenbladdl Onlinemagazin, 27. Februar 2013 (Zugriff: 3. März 2016).
- Stadtarchiv München (Hrsg.), Fußball in München – Von der Theresienwiese zur Allianz-Arena, München 2006, ISBN 3-937090-12-6.